# Mathéo Jacquemoud
Pour les articles homonymes, voir Jacquemoud.
 (mars 2017).
Mathéo Jacquemoud, né le 17 juillet 1990 à Lus-la-Croix-Haute (Drôme), est un skieur alpiniste et un guide de haute montagne français. 
Il fait ses débuts à Lus-La Jarjatte à Lus-la-Croix-Haute dans la Drôme des montagnes. En ski alpinisme, il a été plusieurs fois champion du monde (combiné et équipe) et vice-champion du monde individuel en 2013.
Il s'est également illustré en course de montagne.

## Résultats
- 2012:
  - 2e, Championnat d'Europe, en équipe, en collaboration avec Yannick Buffet
  - 6e, Championnat d’Europe, classement combiné
  - 8e Championnat d'Europe individuel
  - 9e Championnat d'Europe, vertical race
  - 5e, Pierra Menta, avec Xavier Gachet[5]
- 2013:
  - 1er, Pierra Menta, avec William Bon Mardion[6]

- 2016:
  - 1er, Pierra Menta, avec Kilian Jornet Burgada[7]